# Parrocchia di Saint Martin
La parrocchia di Saint Martin (in inglese Saint Martin Parish) è una parrocchia dello Stato della Louisiana, negli Stati Uniti. La popolazione al censimento del 2000 era di 48 583 abitanti. Il capoluogo è Saint Martinville.
La parrocchia (in Louisiana le parrocchie costituiscono un livello amministrativo equivalente a quello delle contee degli altri stati degli USA) fu creata nel 1807.